# Chen Wen-huei
Chen Wen-huei (kinesiska: 陳玟卉; pinyin: Chén Wénhuì, född 23 februari 1997, är en taiwanesisk tyngdlyftare.

## Karriär
I juli 2021 vid OS i Tokyo tog Chen brons i 64-kilosklassen efter att ha lyft totalt 230 kg.